# Ataque contra la caravana de Richard Nixon
Un ataque contra la caravana de Richard Nixon ocurrió en Caracas, Venezuela, en una de sus visitas de buena voluntad a Sudamérica en 1958, mientras Nixon era vicepresidente de los Estados Unidos. El ataque contra Nixon fue considerado para entonces "el ataque más violento perpetrado a un oficial estadounidense de alto rango en territorio extranjero". Varios de sus acompañantes fueron heridos durante el ataque, pero Nixon resultó ileso y su caravana consiguió alcanzar a la embajada estadounidense. La visita tuvo lugar solo meses después del derrocamiento del dictador Marcos Pérez Jiménez, quien había sido condecorado con la Legión al Mérito y posteriormente se le había concedido asilo en los Estados Unidos. El incidente puede haber sido orquestado por el Partido Comunista de Venezuela. El almirante de Estados Unidos Arleigh Burke movilizó a la flota y las unidades de la Armada estadounidense en la región, lo que obligó al gobierno venezolano a brindar protección total a Nixon durante el resto del viaje.
El gobierno venezolano le ofreció completa protección a Nixon durante el resto de su visita. El ataque fue denunciado por todos los principales candidatos a la presidencia en las elecciones presidenciales venezolanas de ese año, con excepción del almirante Wolfgang Larrazábal, quien ejercía la presidencia el país. Nixon fue elogiado en la mayoría de los reportes de la prensa estadounidense por su manejo tranquilo y hábil de la situación y fue recibido con una "bienvenida de héroe" en su regreso a los Estados Unidos. Sus memorias del ataque forman parte de una de las "seis crisis" exploradas en su libro autobiográficos Seis Crisis.

## Contexto
La gira cuidadosamente planificada de Richard Nixon en 1958 por América del Sur ha sido descrita como uno de los "eventos de política exterior más importantes de Estados Unidos en América Latina posterior a la Segunda Guerra Mundial".  Se llevó a cabo en un momento de confusión en las relaciones intrahemisféricas de los Estados Unidos; el papel de los estados latinoamericanos en la emergente gran estrategia estadounidense de contención no estaba claro ni definido. Sin embargo, una reciente caída mundial en los precios de las materias primas que afectó gravemente a las economías sudamericanas, junto con las crecientes propuestas soviéticas en el hemisferio occidental, hizo que el presidente de los Estados Unidos, Dwight D. Eisenhower, determinara que era necesaria una gira de un importante funcionario de los Estados Unidos para demostrar el compromiso de los Estados Unidos con la región. Nixon escribió retrospectivamente que no estaba interesado en hacer el viaje.
En la gira, Nixon visitaría todos los países independientes de América del Sur, excepto Brasil y Chile. Brasil había sido omitido del itinerario ya que Nixon había visitado esa nación el año anterior. El liderazgo chileno, mientras tanto, estaba programado para estar fuera del país durante el período de tiempo de la visita de Nixon. Nixon estuvo acompañado en su viaje por su esposa, Pat Nixon.

### Primeras paradas de la gira

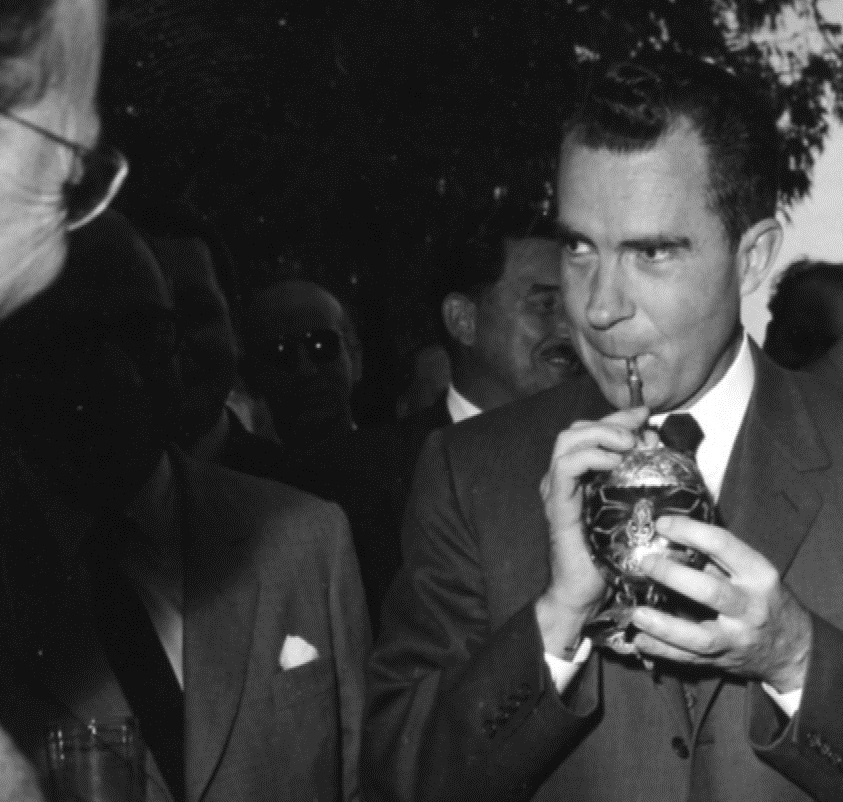
Richard Nixon en la casa de Montevideo del expresidente uruguayo Luis Batlle Berres.

Nixon inició su gira por Uruguay, llegando al Aeropuerto Internacional de Carrasco el 28 de abril de 1958. Allí fue recibido por altos funcionarios uruguayos. Según un informe de Associated Press en ese momento, unos 40 estudiantes protestaron en la esquina de la calle mientras la caravana de Nixon avanzaba hacia Montevideo. En dicha ciudad Nixon hizo una aparición no programada en la Universidad de la República y en general fue bien recibido por los estudiantes. Según Nixon, decidió hacer la parada no anunciada porque sintió que el uruguayo promedio sería receptivo hacia él, mientras que las visitas programadas y publicadas probablemente atraerían manifestaciones organizadas. Este resultó ser el caso, y cuando llegaron los comunistas y trataron de distribuir literatura, los estudiantes rompieron los folletos. La visita a Argentina fue anunciada como la parada principal del viaje y se asignaron cuatro días al país, en lugar de los dos previstos para las otras visitas. En Buenos Aires, Nixon asistió a la investidura presidencial de Arturo Frondizi y habló ante varios grupos estudiantiles y sindicales.

El primer problema serio de la gira se materializó en Lima, Perú. Aparición programada de Nixon en la Universidad de San Marcos vio una gran multitud de manifestantes estudiantiles esperando su llegada. En un evento que presagiaba su famosa visita al Monumento a Lincoln para reunirse con los manifestantes contra la guerra algunos años después, Nixon se metió directamente en la multitud de manifestantes, a la que asistieron solo dos miembros del personal. Durante los siguientes minutos, Nixon habló con los estudiantes. Sin embargo, una segunda facción de manifestantes pronto comenzó a apedrear al grupo, golpeando a uno de los miembros del personal de Nixon en la boca y rozando el cuello del vicepresidente. El vicepresidente luego se retiró y se canceló una mesa redonda posterior con líderes estudiantiles. Al regresar a su hotel, Nixon y su personal tuvieron que empujar a los manifestantes que habían acampado afuera, durante lo cual Nixon recibió un golpe en la cara. Eisenhower cablegrafió a Nixon en su próxima parada, en Quito, Ecuador:
Querido Dick: Tu valentía, paciencia y tranquilidad en la manifestación dirigida contra ti por agitadores radicales te han traído un nuevo respeto y admiración en nuestro país. Estoy seguro de que la gran mayoría de los ciudadanos tanto en el Perú como en los Estados Unidos deploran el incidente provocado por unos pocos. Observo con satisfacción que el Gobierno peruano ya les ha manifestado su pesar. De hecho, siento que todos los participantes en la multitud finalmente llegarán a sentir un sentimiento de culpa y vergüenza por no mostrarle a un visitante amistoso la medida ordinaria de cortesía y hospitalidad. Dale mi amor a Pat y un cordial saludo para ti.

-Dwight D. Eisenhower

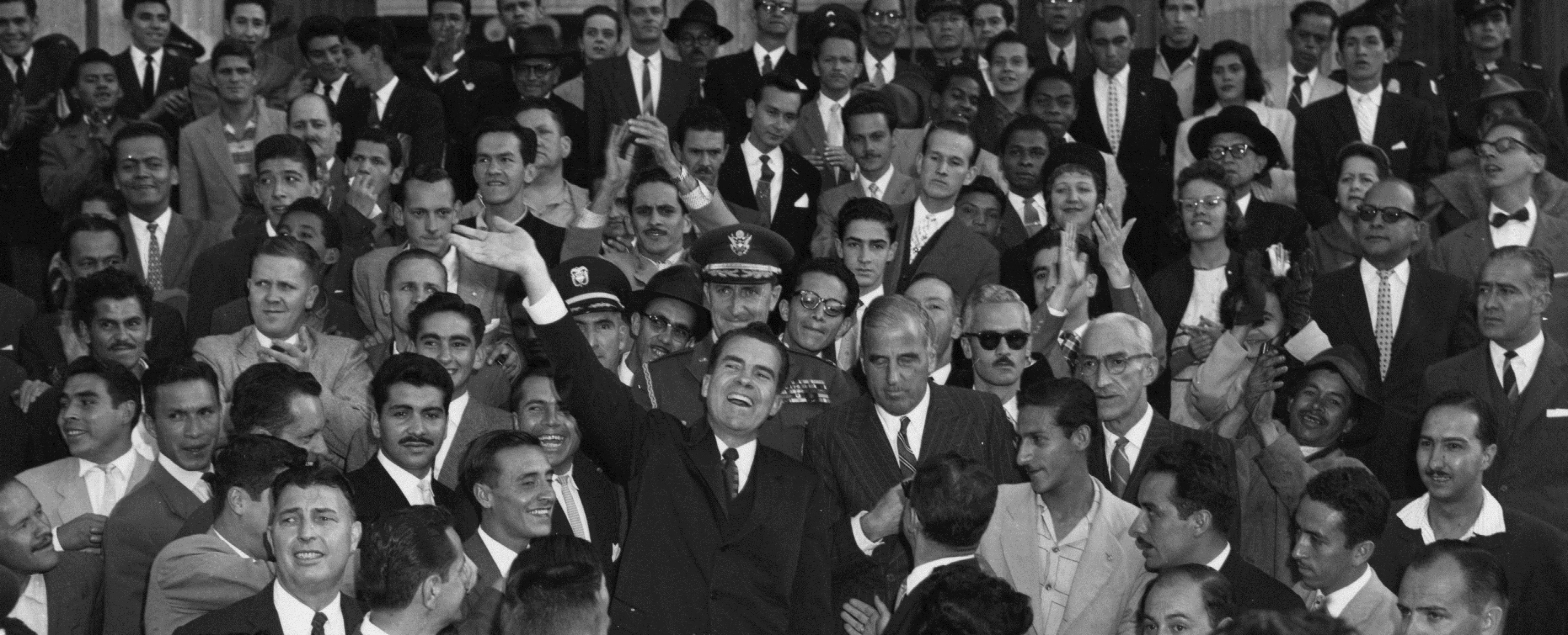
Nixon, fotografiado en Bogotá en 1958 en donde fue bien recibido.

La última parada de Nixon antes de Venezuela y Colombia vio multitudes generalmente receptivas. En la Plaza de Bolívar de Bogotá, depositó una ofrenda floral en la estatua de Simón Bolívar ante una multitud de unas 1.000 personas. Un informe de Associated Press señaló que había algunos alborotadores en la audiencia, pero ascendían a "unos 80 jóvenes" y observó que "en general ... las multitudes colombianas eran amistosas o entusiastas".

## Gira en Venezuela

### Antecedentes
A principios de 1958, el dictador venezolano Marcos Pérez Jiménez había sido derrocado durante el golpe de Estado del 23 de enero y se había exiliado en los Estados Unidos. Una junta militar formó un gobierno provisional para gobernar el país hasta que se pudieran celebrar nuevas elecciones. El almirante Wolfgang Larrazábal, jefe de la junta de gobierno, había anunciado su intención de presentarse a esas elecciones; su candidatura fue respaldada por una coalición de partidos, incluido el Partido Comunista de Venezuela. Decisión de Estados Unidos de conceder asilo a Pérez Jiménez y otorgarle la Legión al Mérito el 12 de noviembre de 1954 se combinaron para crear una atmósfera cargada que condujo a la llegada de Nixon. El concejo municipal de Caracas incluso aprobó una resolución declarando efectivamente a Nixon persona non grata. Antes de la llegada de Nixon a Caracas, los medios informaron sobre rumores de que se había planeado un atentado contra la vida del vicepresidente durante su visita. El jefe de la estación de la CIA en Venezuela, por su parte, instó a cancelar este tramo del viaje.
En una entrevista realizada después de retirarse del servicio gubernamental, Robert Amerson, entonces agregado de prensa de la embajada de Estados Unidos en Venezuela, afirma que los manifestantes que interrumpieron la parada en Venezuela de la gira "habían sido acorralados en autobuses por los agitadores y organizadores profesionales". afiliado al Partido Comunista de Venezuela. Este punto de vista fue repetido en un informe emitido por William P. Snow, Subsecretario de Estado interino para Asuntos Interamericanos, quien escribió que "el patrón de organización y de consignas en todos los casos apunta a la inspiración comunista". y dirección, al igual que algunos de los informes de inteligencia". El propio Nixon también culpó a la instigación comunista. Universal Newsreel en ese momento lo caracterizó como "otra de las campañas de acoso bien planificadas" y un "ataque provocado por los comunistas". El periodista venezolano Carlos Rangel ha señalado que el "carnaval de Nixon" fue organizado por el Partido Comunista de Venezuela como una forma de demostrar que tenía la capacidad de "dominar las calles, que las masas caraqueñas estaban listas para ser movilizadas".

### Llegada
Nixon llegó, vía aérea, a Caracas el 13 de mayo de 1958. Según un informe del incidente del Servicio Secreto de EE.UU, una multitud de manifestantes en el aeropuerto "interrumpió deliberadamente... [la] ceremonia de bienvenida gritando, haciendo sonar silbatos, agitando pancartas despectivas, tirar piedras y rociar a los Nixon con saliva humana y tabaco de mascar". En un informe para el New York Herald Tribune, Earl Mazo escribió que "las tropas y la policía venezolanas parecieron evaporarse. El vicepresidente y todo el partido oficial literalmente tuvieron que luchar para llegar a los autos detrás de una delgada pero robusta falange de agentes secretos de Estados Unidos".
El itinerario original tenía a Nixon moviéndose desde el aeropuerto hasta el Panteón Nacional de Venezuela, donde depositaría una ofrenda floral en la tumba de Simón Bolívar. Sin embargo, un agregado naval de los Estados Unidos enviado con la corona informó que una multitud que se había reunido en el Panteón lo había atacado y había roto la corona. En este punto se decidió proceder directamente a la embajada de Estados Unidos.

### Ataque
Por primera vez en la gira por América del Sur, los Nixon viajaron en autos cerrados, a diferencia de los convertibles, una decisión a la que luego se le atribuye haber salvado sus vidas. Mientras los Nixon viajaban en caravana por Caracas, el tráfico denso redujo la velocidad del vehículo que transportaba al vicepresidente. Una multitud aprovechó el paro para amontonar el vehículo de Nixon, apedrearlo y golpear las ventanas con los puños. Nixon estaba protegido por doce agentes del Servicio Secreto de los Estados Unidos, algunos de los cuales resultaron heridos en el tumulto. Según el Servicio Secreto, la policía venezolana se negó a intervenir para despejar a la multitud. Cuando la multitud comenzó a sacudir el automóvil de un lado a otro en un intento de volcarlo, los agentes del Servicio Secreto de EE.UU, creyendo que la vida del vicepresidente estaba en peligro, sacaron sus armas de fuego y se prepararon para comenzar a disparar contra la multitud. En un acto descrito como "el tipo de presencia de ánimo por el cual los comandantes del campo de batalla ganan medallas", Nixon ordenó al agente a cargo del Servicio Secreto, Jack Sherwood, que detuviera el fuego y disparara solo bajo sus órdenes; finalmente no se dispararon tiros.

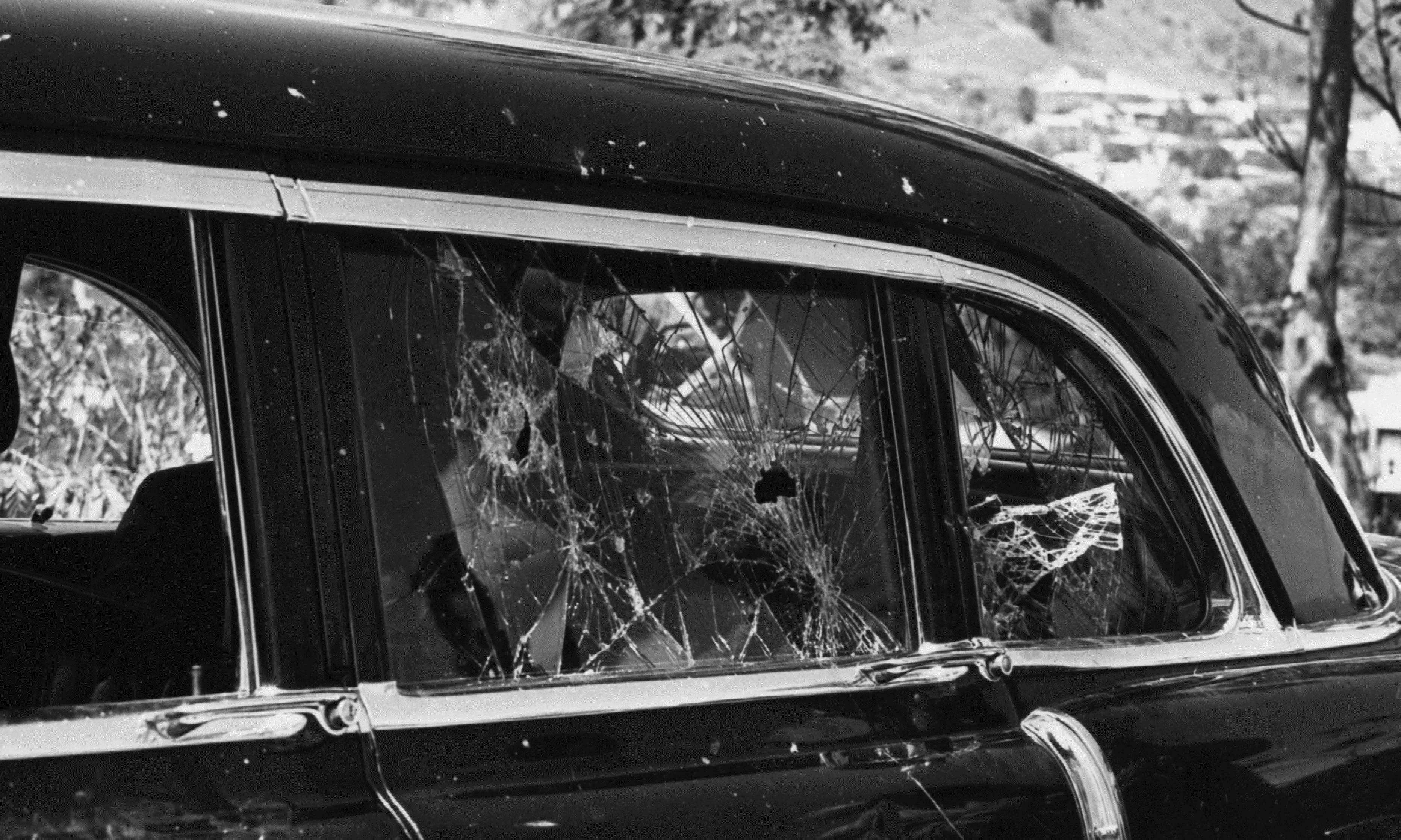
El auto de Nixon, a pesar de que estaba equipado con Vidrio templado, no pudo resistir los golpes que recibió de la multitud.

Nixon contaría más tarde que el canciller venezolano, Óscar García Velutini, que viajaba con él, estaba "al borde de la histeria" y repetía "esto es terrible, esto es terrible". Según Nixon, Velutini explicó que la inacción policial se debió a que los comunistas "nos ayudaron a derrocar a Pérez Jiménez y estamos tratando de encontrar una manera de trabajar con ellos". La secretaria de mucho tiempo de Nixon, Rose Mary Woods, resultó herida por vidrios voladores cuando las ventanas del automóvil en el que viajaba, siguiendo a Nixon, se rompieron. Vernon Walters, entonces un oficial de rango medio del Ejército de EE. UU. que se desempeñaba como traductor de Nixon, terminaría con un "bocado de vidrio", y Velutini también fue alcanzado por fragmentos de la limusina.
Dos relatos diferentes explican cómo el automóvil de Nixon finalmente pudo escapar de la multitud y continuar hasta la embajada. Según una versión de los hechos, el camión de plataforma del cuerpo de prensa estadounidense, que acompañaba a la caravana, se utilizó para despejar el camino entre la multitud. En el recuerdo de Nixon del incidente, el fotógrafo de Associated Press Hank Griffin en un momento tuvo que usar su cámara para hacer retroceder a un manifestante que intentaba subirse al camión. Según un segundo relato, soldados del Ejército venezolano llegaron y despejaron el tráfico, y luego movieron a la multitud hacia atrás a punta de bayoneta para permitir el paso del automóvil de Nixon.

### Embajada
Poco después de que los Nixon llegaran a la embajada, el ejército venezolano rodeó y fortificó la cancillería, reforzando la pequeña fuerza de guardia de la Marina de los EE. UU. Su ayuda había sido solicitada anteriormente por el embajador de los Estados Unidos. Esa tarde, miembros de la junta gobernante llegaron a la embajada y almorzaron con Nixon. A la mañana siguiente, representantes de los principales sindicatos de Venezuela se presentaron en la embajada y solicitaron una audiencia con Nixon, que fue concedida. Los líderes sindicales se disculparon por los hechos del día anterior y negaron su participación, aunque el oficial de la Fuerza Aérea de los Estados Unidos, Manuel Chávez, en ese momento adscrito a la embajada, escribió en 2015 que "probablemente fueron los instigadores o al menos alentaron el comportamiento".

### Movilización estadounidense

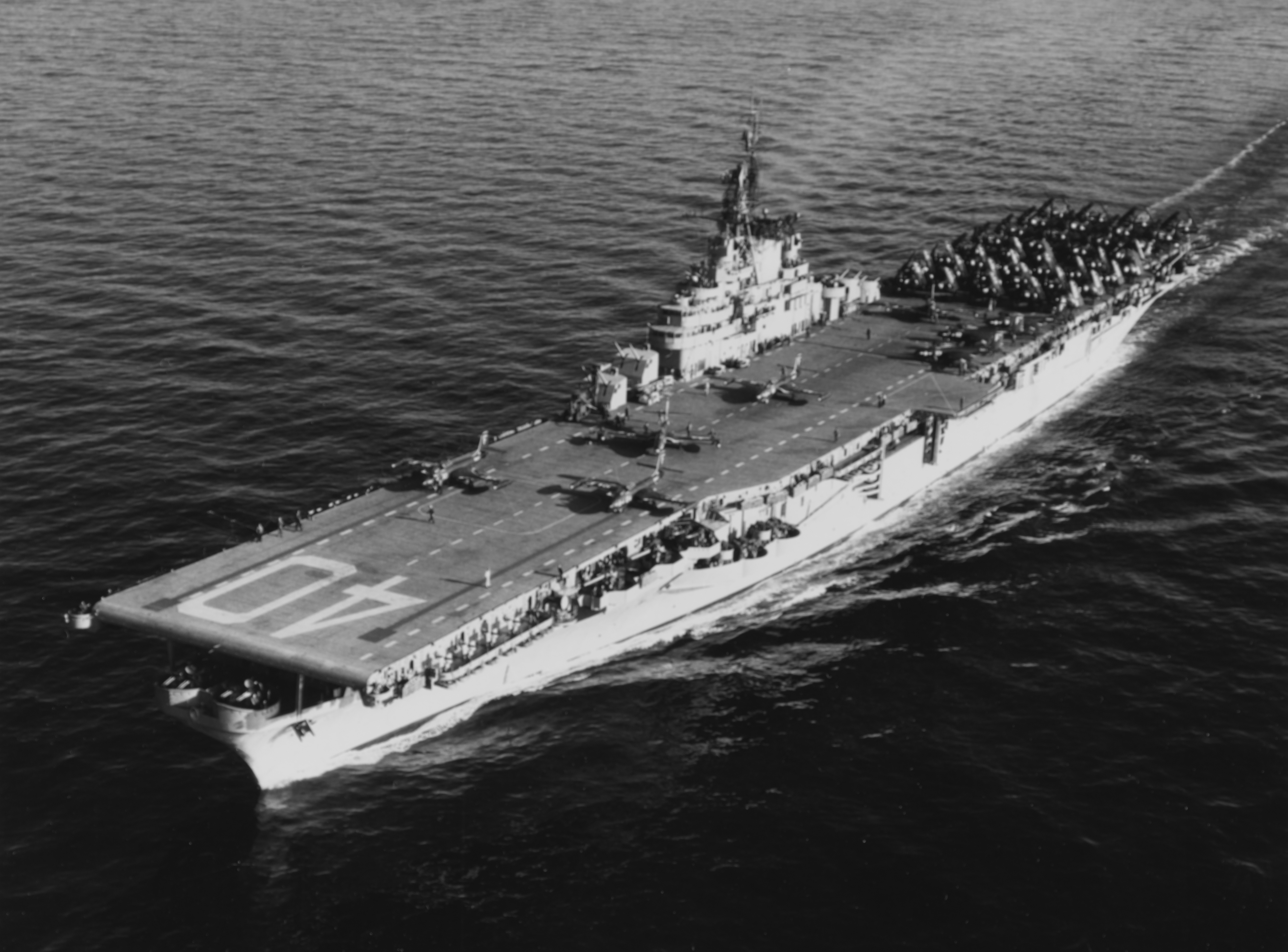
Una flota de 12 barcos centrados en el USS Tarawa (CV-40), fotografiado aquí en 1952, fue enviada a Venezuela una vez que la noticia del ataque a Nixon llegó a Washington.

Al enterarse del incidente, el Jefe de Operaciones Navales, Almirante Arleigh Burke, ordenó el transporte aéreo de elementos de la 2.ª División de Infantería de Marina y la 101.ª División Aerotransportada a las áreas de preparación en Puerto Rico y la Bahía de Guantánamo, Cuba. El portaaviones USS Tarawa (CV-40) junto con 8 destructores y dos buques de asalto anfibio , recibieron la orden de hacerse a la mar rumbo a Venezuela. La movilización estadounidense recibió el nombre en clave de "Operación Pobre Richard".
Según funcionarios estadounidenses en ese momento, las fuerzas movilizadas se estaban preparando para ingresar a Venezuela para "cooperar con el gobierno venezolano", aunque relatos posteriores sugieren que el presidente Dwight D. Eisenhower se estaba preparando para "invadir Venezuela" en caso de que Nixon sufriera más humillaciones. En privado, Eisenhower supuestamente estaba furioso por el ataque a Nixon y, en un momento, le dijo a su personal "Estoy a punto de ponerme el uniforme".
Nixon se sorprendió después de enterarse de la movilización y se preguntó por qué no fueron consultados, pero luego descubrió que las comunicaciones entre Caracas y Washington se habían cortado durante un período crítico inmediatamente después de los disturbios de esa tarde. En respuesta al movimiento de las fuerzas militares estadounidenses en la región, el almirante Wolfgang Larrazábal prometió que la partida de Nixon estaría "totalmente protegida" a partir de entonces.

### Regreso a los Estados Unidos
Se cancelaron actividades adicionales y Nixon partió de Caracas a la mañana siguiente, siete horas antes. Su caravana al aeropuerto estaba protegida por un gran despliegue de infantería del Ejército de Venezuela y fuerzas blindadas en la capital. Nixon describió haber tomado la misma ruta que antes, cuyas calles estaban vacías y fuertemente patrulladas después de que toda el área había sido lanzada con gases lacrimógenos.

#### Reacción estadounidense
Eisenhower ordenó que Nixon debería recibir una "bienvenida de héroe" a su regreso; a todos los empleados del gobierno de EE.UU. en Washington D. C. se les dio el día libre para asistir a la llegada del vicepresidente. Nixon desembarcó ante "una multitud de 10.000 personas que vitoreaba" que incluía a los líderes del Congreso y embajadores de la mayoría de los países latinoamericanos. Eisenhower saludó personalmente a Nixon en el aeropuerto y luego los dos viajaron a la Casa Blanca a lo largo de una ruta llena de 100.000 personas.
Life le dio crédito a Nixon por su "coraje" y dijo que "su frialdad había sido notable". Según Pathé News, Nixon reflejó "calma, en lugar de preocupación". Durante semanas después del ataque, Nixon recibió ovaciones de pie "dondequiera que fuera... un nuevo hito en su vida". Por el contrario, The New Republic afirmó que el ataque fue un engaño creado para ayudar a las posibilidades de Nixon en las Elecciones presidenciales de Estados Unidos de 1960. Los doce agentes del Servicio Secreto de Nixon recibieron la Condecoración por Servicio Civil Excepcional de Eisenhower a pedido de Nixon.

### Reacción venezolana

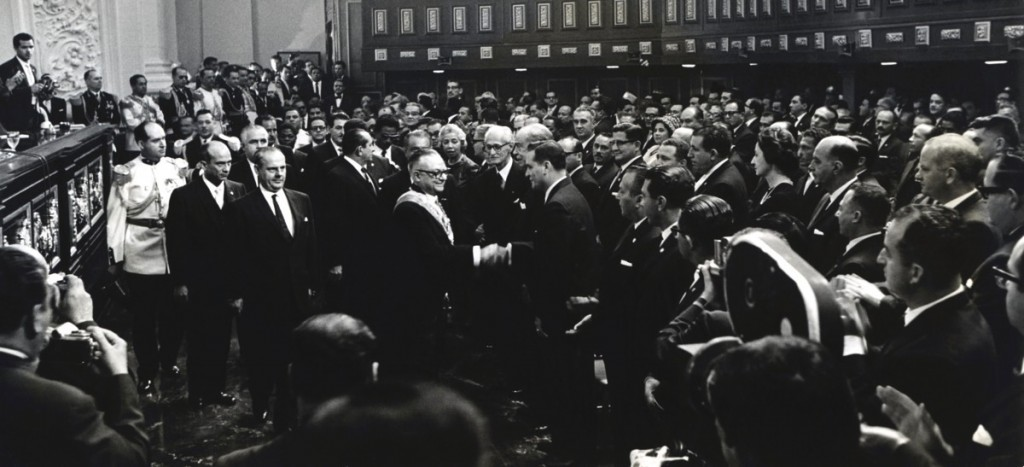
Rómulo Betancourt saluda a Larrazábal tras prestar juramento en el Congreso Nacional.

En Venezuela, todos los principales candidatos presidenciales que se presentaron a las elecciones generales de 1958 denunciaron el ataque, excepto el presidente en ejercicio, el almirante Wolfgang Larrazábal. Tras la salida de Nixon, Larrazábal dijo que se habría sumado a las protestas si hubiera sido estudiante. Aunque recibió un fuerte respaldo de los comunistas, Larrazábal perdió las elecciones ante Rómulo Betancourt.

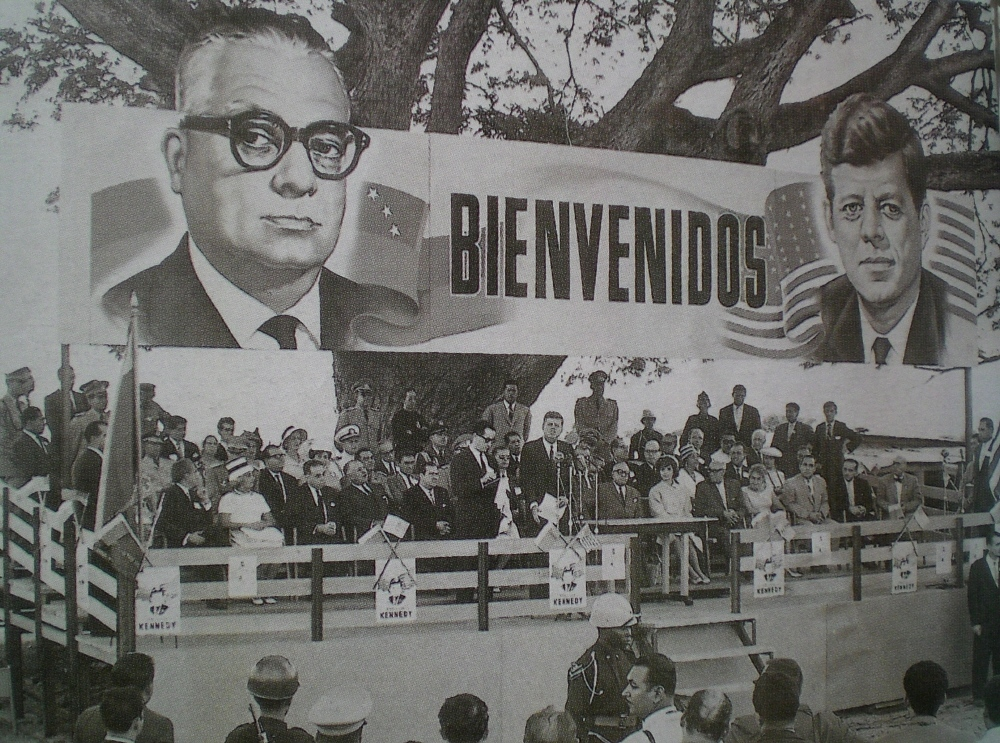
Visita de John F. Kennedy a Venezuela con Rómulo Betancourt.

Durante la visita de 1961 del presidente estadounidense John F. Kennedy a Venezuela, también estalló la violencia antiestadounidense, sin embargo, se evitó que se repitiera el ataque de 1958. El presidente Betancourt desplegó previamente importantes fuerzas militares venezolanas en Caracas antes de la llegada de Kennedy y ordenó el arresto preventivo de los presuntos cabecillas. Los 16 kilómetros (9,9 millas) de la carretera que Kennedy estaba programado para viajar desde el aeropuerto, la misma carretera por la que viajaba Nixon, se cerraron a partir del día anterior a la llegada de Kennedy.

## Importancia

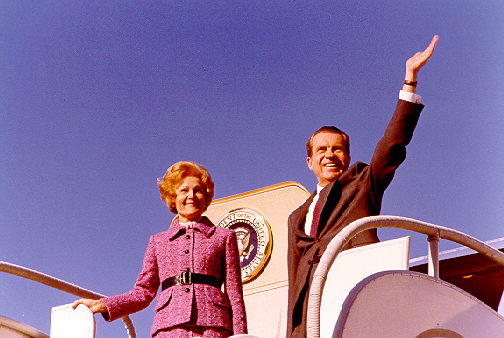
Nixon, fotografiado aquí 14 años después del ataque, quedó profundamente afectado por sus experiencias en Caracas.

Pathé News, en ese momento, describió el asalto como "el ataque más violento jamás perpetrado contra un alto funcionario estadounidense en suelo extranjero". Varias fuentes describen el ataque como uno que casi lleva a la muerte de Nixon y, aunque en general se acepta que actuó con notable compostura en todo momento, el incidente tuvo un impacto duradero en él. En su primer libro, Six Crises, Nixon escribió sobre la experiencia como una de las crisis principales con gran impacto en su vida.
Cada año, en el aniversario del ataque, Nixon "lo celebraba en privado" con Vernon Walters. Nixon favorecería a Walters por el resto de su carrera, eventualmente nombrándolo Director Adjunto de la Agencia Central de Inteligencia. En vísperas de la jubilación de Walters del servicio gubernamental, en 1991, Nixon explicó su antiguo patrocinio del general y le escribió que "tú y yo hemos enfrentado la muerte juntos y eso nos da un vínculo especial". El endurecimiento de la actitud de Nixon hacia América Latina, que llegó a "equiparar con violencia e irracionalidad", se ha atribuido a su experiencia del atentado.
Al incidente se le ha atribuido el mérito de haber hecho conscientes por primera vez a los políticos estadounidenses del creciente resentimiento hacia las políticas estadounidenses en América Latina. A fines de 1958, el Consejo de Seguridad Nacional de los Estados Unidos enumeraría la "yankeofobia" como un desafío clave para los intereses de EE. UU. en América Latina.